# Краматорськ (хокейний клуб)
«Краматорськ» — український хокейний клуб з однойменного міста в Донецькій області.

## Історія
Заснований 2020 року, напередодні старту сезону 2020/21 років та прийнятий до Української хокейної ліги. Директором клубу став Карен Заргарян. Головним тренером команди став білорус Павло Мікульчик, а до тренерського штабу увійшов Євген Бруль. Наприкінці сезону, 6 квітня 2021 року, Павла Мікульчика призначили в.о. головного тренера донецького «Донбасу». У середині 2021 року новим головним тренером став Олег Тимченко, а до тренерського штабу увійшов Роман Сальников.

## Відомі гравці
- Віталій Трус